# Bluetongue Stadium

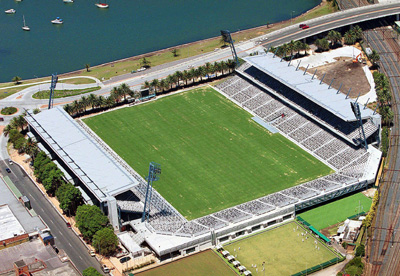
Het Bluetongue Stadium

Het Central Coast Stadium, vanwege sponsorredenen sinds 2022 Industree Group Stadium genoemd, is een multifunctioneel stadion in Gosford, aan de kust van het Brisbane Water. Het stadion heeft enkel zitplekken en is de thuisbasis van de Central Coast Mariners FC die uitkomen in de A-League. Het stadion wordt ook gebruikt voor rugbywedstrijden en andere evenementen.
Het stadion is oorspronkelijk ontworpen als thuisbasis voor de Rugby League-club North Sydney Bears.
Het stadion heeft maar aan drie zijden een tribunes, zodat het zuidelijke deel open is en men door een rij palmbomen heen uitzicht heeft op het Brisbane Water. Met een capaciteit van 20.059 zitplaatsen behoort het stadion tot de kleinste stadions in de A-League.

## Geschiedenis
In het jaar 1911 stelde het lokale bestuur voor om een sportpark aan te leggen aan de kust van het Brisbane Water. In 1915 werd het eerste deel geopend, waarna in hetzelfde jaar een cricketveld aangelegd werd. Tijdens de kredietcrisis van de jaren 30 werd er verder aan het park gewerkt, met als doel om banen te creëren. In 1939 werd het sportpark aangesloten op het treinnetwerk, en werden er tennisbanen en een bowlingbaan geopend. Sindsdien heet het park Grahame Park, naar de toenmalige burgemeester van Gosford.
In de loop van de tijd kwamen er steeds meer geluiden op om het park met een stadion uit te breiden. In de jaren 90 werd het park ingrijpend verbouwd, en in januari 2000 werd het Central Coast Stadion opgeleverd, na enige vertraging vanwege problemen met de bouw als gevolg van slecht weer. Het stadion is oorspronkelijk als rugbystadion gebouwd maar het rugbyteam ging in 2002 failliet, waarna er plannen waren om het stadion af te breken en er een ander sportpark op te bouwen. In 2003 kwam er echter een onverwachtse wending, aangezien het stadion geselecteerd werd voor het WK Rugby van 2003. Er werden drie groepswedstrijden in het stadion gespeeld. Japan tegen de Verenigde Staten, Ierland tegen Roemenië, en Argentinië tegen Namibië. In 2004 speelde het Pacific IslandersRugbyteam een wedstrijd in het stadion.
In het jaar 2005 kreeg het stadion opnieuw een vaste huurder, toen Central Coast Mariners werd opgericht. Het stadion kreeg in 2006 een tweede vaste huurder met het Central Coast Rugby team, maar zij haakten in 2007 alweer af.

## Naamswijzigingen
Sinds de bouw van het stadion zijn er al vele naamswijzigingen geweest:
- Waterside Park, sinds 1915;
- Grahame Park, sinds 1939;
- NorthPower Stadium, sinds januari 2000;
- Central Coast Stadium, sinds 23 september 2002;
- Central Coast Express Advocate Stadium, sinds 11 februari 2003;
- Central Coast Stadium, sinds 21 maart 2005;
- Central Coast Blue Tongue Stadium, sinds 28 maart 2006.
- Central Coast Stadium, sinds 25 januari 2014
- Industree Group Stadium, sinds 14 november 2022